# Педуря-Нягре
Педуря-Нягре (рум. Pădurea Neagră) — село у повіті Біхор в Румунії. Адміністративно підпорядковане місту Алешд.
Село розташоване на відстані 416 км на північний захід від Бухареста, 38 км на схід від Ораді, 99 км на північний захід від Клуж-Напоки.

## Населення
За даними перепису населення 2002 року у селі проживали 769 осіб.
Національний склад населення села:
| Національність | Кількість осіб | Відсоток |
| -------------- | -------------- | -------- |
| угорці         | 408            | 53,1%    |
| румуни         | 216            | 28,1%    |
| словаки        | 126            | 16,4%    |
| німці          | 19             | 2,5%     |

Рідною мовою назвали:
| Мова      | Кількість осіб | Відсоток |
| --------- | -------------- | -------- |
| угорська  | 429            | 55,8%    |
| румунська | 210            | 27,3%    |
| словацька | 128            | 16,6%    |